# Paya Cut (Peusangan)
Paya Cut is een bestuurslaag in het regentschap Bireuen van de provincie Atjeh, Indonesië. Paya Cut telt 1533 inwoners (volkstelling 2010).